# 天石門別神
天石門別神（あまのいわとわけのかみ）は、日本神話に登場する神である。大伴連の祖神とされるが、阿波忌部・安房忌部の祖神にも同名の神が見られ、天石門別命は異なる二神を指す可能性がある（後述）。

## 概要
『古事記』の天孫降臨の段に登場する。邇邇芸命が天降る際、三種の神器に常世思金神・天手力男神・天石門別神を添えたと記され、同段で天石戸別神は又の名を櫛石窓神（くしいわまどのかみ）、豊石窓神（とよいわまどのかみ）といい、御門の神であると記されている。天孫降臨の段に登場する神の多くはその前の岩戸隠れの段にも登場しているが、この神は岩戸隠れの段には見えない。
天石門別神は古来より天皇の宮殿の四方の門に祀られていた神である。神祇官の西院では御門巫祭神として祀られて式内社とされていた。 天太玉神の子ともいう。
『古語拾遺』に豊磐間戸命、櫛磐間戸命の二神で神殿の御門を守ったとある。『延喜式神名帳』に御門の巫（みかむのこ）が祀る神として豊磐窓神、櫛磐窓神が記されている。『四時祭式』に、5月、12月に行う4面の御門の祭とあり、豊磐間戸命、櫛磐間戸命の2神の祭のことである。『祝詞式』に、その祭の祝詞があり、新年祭の祝詞にも、朝夕に御門を厳重に守る神として2神の名が記され、四面の門の各門に2神ずつ同じ神が配備とある。

## 系譜
『古屋家家譜』によると、大伴氏の祖・高皇産霊尊の子である安牟須比命の3世孫に天石門別安国玉命（あめのいわとわけやすくにたま）がいるとされ、同系譜では、天石門別安国玉主命、大国栖玉命、大刀辛雄命（たちからお）の別名があるとされる。

## 祀る神社
- 櫛石窓神社（兵庫県丹波篠山市）
- 大祭天石門彦神社（島根県浜田市）
- 天岩戸神社（京都府福知山市）
- 天石立神社（奈良県奈良市）
- 大谷神社（高知県香美市）
- 天石門別八倉比売神社摂社箭執神社（徳島県徳島市）
- 天石門別神社（茨木神社奥宮）（大阪府茨木市）
- 八剱神社（岐阜県羽島市）
- 手力雄神社（岐阜県大垣市）